# Oplodontha tangana
Oplodontha tangana är en tvåvingeart som först beskrevs av Speiser 1920.  Oplodontha tangana ingår i släktet Oplodontha och familjen vapenflugor.
Artens utbredningsområde är Tanzania. Inga underarter finns listade i Catalogue of Life.